# Terminal Impact
Pour plus de détails, voir Fiche technique et Distribution.
Terminal Impact est un court métrage réalisé par Molly O'Brien en 2004 pour l'ONG américaine Natural Resources Defense Council.

## Synopsis
Ce film raconte le combat des activistes de l'association écologiste Sierra Club pour limiter la pollution et l'impact environnemental des terminaux à conteneurs du port de Los Angeles en Californie. La réalisatrice interviewe plusieurs personnes face caméra tout en associant leurs témoignages à des photographies et des coupures de presse. L'actrice Diane Keaton, originaire de la ville de Los Angeles, est la narratrice du documentaire en voix off.